# NGC 6740
NGC 6740 је спирална галаксија у сазвежђу Лира која се налази на NGC листи објеката дубоког неба.
Деклинација објекта је + 28° 46' 16" а ректасцензија 19h 0m 50,5s. Привидна величина (магнитуда) објекта NGC 6740 износи 14,2 а фотографска магнитуда 15,0. NGC 6740 је још познат и под ознакама UGC 11388, MCG 5-45-1, IRAS 18587+2841, PGC 62675.